# Aequidens rivulatus
Aequidens rivulatus és una espècie de peix de la família dels cíclids i de l'ordre dels perciformes que es troba a Sud-amèrica: des del riu Esmeraldas (Equador) fins al riu Tumbes (Perú).
Els mascles poden assolir els 20 cm de longitud total.